# (2533) Fechtig
(2533) Fechtig es un asteroide que forma parte del cinturón de asteroides y fue descubierto por Maximilian Franz Wolf desde el Observatorio de Heidelberg-Königstuhl, Alemania, el 3 de noviembre de 1905.

## Designación y nombre
Fechtig recibió inicialmente la designación de A905 VA.
Posteriormente, en 1991, se nombró en honor del físico alemán Hugo Fechtig.

## Características orbitales
Fechtig está situado a una distancia media del Sol de 3,1 ua, pudiendo alejarse hasta 3,608 ua y acercarse hasta 2,591 ua. Tiene una inclinación orbital de 1,566 grados y una excentricidad de 0,164. Emplea en completar una órbita alrededor del Sol 1993 días.

## Características físicas
La magnitud absoluta de Fechtig es 11,8.